# El universo de Óliver
El universo de Óliver es una película sobre la mayoría de edad de 2022 dirigida por Alexis Morante y protagonizada por Rubén Fulgencio como personaje principal junto a Salva Reina, María León y Pedro Casablanc. Adapta la novela El universo de Óliver de Miguel Ángel González Carrasco.

## Sipnopsis
Ambientada en 1985, con el telón de fondo de la aproximación del cometa Halley a la Tierra, la trama sigue los percances de Óliver, un adolescente demasiado imaginativo que, tras mudarse junto con sus padres a la casa del enloquecido abuelo Gabriel, cerca de Algeciras, busca la ayuda de este último para afrontar sus problemas.

## Reparto
- Rubén Fulgencio como Óliver
- Salva Reina como Miguel
- María León como Carmela
- Pedro Casablanc como Gabriel
- Luna Berroa como Irene
- Lorca Gutiérrez Prada como Marcos
- Roberto Campillo como Adrián
- Sergio Ramos como Jon
- Antonio López Vallejo como Lucas
- Elsa Benítez como Malena
- Ismael Heredia como Rolo
- Yeray Heredia como Schuster
- Iván Renedo como Joel
- Samuel Cote como Lorenzo Lamas
- Fran Torres como Lucrecio
- Moreno Borja como Manuel
- Mara Guil como Toñi
- Ignacio Mateos como Arturo
- María Alfonsa Rosso como Abuela Irene
- Joaquín Núñez como Amancio

## Producción
Adaptación de la novela El universo de Óliver de Miguel Ángel González, el guion fue escrito por Miguel Ángel González, Alexis Morante y Raúl Santos. La película fue producida por Pecado Films (José Alba) y La Claqueta PC (Olmo Figueredo González-Quevedo) junto a Sinehan Capital AIE. Contó con la participación de RTVE, Canal Sur y CreaSGR, financiación del ICO y apoyo de MEDIA de Europa Creativa, Junta de Andalucía y Mancomunidad de Municipios del Campo de Gibraltar. Se rodó en el Campo de Gibraltar en 2021.
Bunbury interpretó un tema de la película: "Esperando una señal", producida por Rafa Sardina y que además cuenta con la participación de Mike Garson (piano), Carmine Rojas (bajo), Rafael Padilla (percusionista), Victor Indrizzo (batería) y Gabi Martínez (guitarra).

## Estreno
La película fue preproyectada el 7 de mayo de 2022 en el Teatro Municipal Florida de Algeciras. Distribuida por Filmax, la película tuvo un amplio estreno en salas españolas el 13 de mayo de 2022.

## Críticas
Sergio F. Pinilla, de Cinemanía, valoró la película con 4 sobre 5 estrellas valorando que fusiona el imaginario fantástico del cine de los años 80 con el retrato familiar de una sociedad y una época, acercando un universo "en el que niños y adultos, gitanos y Los payos, los desgraciados y los afortunados, conviven y chocan”.
Pablo Vázquez de Fotogramas valora la película con 3 estrellas sobre 5, considerando que permite brillar a un reparto comprometido mientras el producto global tal vez languidece respecto a otras obras, destacando "un Casablanc gigantesco y una Reina no menos brillante" y la trama secundaria de la chica respectivamente como lo mejor y lo peor de la película.

## Premios y nominaciones
| Año  | Premio                                    | Categoría                              | Nominado                                           | Resultado |
| ---- | ----------------------------------------- | -------------------------------------- | -------------------------------------------------- | --------- |
| 2023 | Premios Carmen                            | Mejor Director                         | Alexis Morante                                     | Nominado  |
| 2023 | Premios Carmen                            | Mejor Actor                            | Salva Reina                                        | Nominado  |
| 2023 | Premios Carmen                            | Mejor adaptación                       | Alexis Morante, Raúl Santos, Miguel Ángel González | Ganador   |
| 2023 | Premios Carmen                            | Mejor actriz de reparto                | María León                                         | Nominado  |
| 2023 | Premios Carmen                            | Mejor actor de reparto                 | Pedro Casablanc                                    | Nominado  |
| 2023 | Premios Carmen                            | Mejor actor revelación                 | Lorca Gutiérrez Prada                              | Ganador   |
| 2023 | Premios Carmen                            | Mejor vestuario                        | Lourdes Fuentes                                    | Nominado  |
| 2023 | Premios Carmen                            | Mejor Sonido                           | Diana Sagrista, Vicente Villaescusa                | Nominado  |
| 2023 | Premios Carmen                            | Mejores efectos especiales             | Juan Ventura, Amparo Martínez                      | Ganador   |
| 2023 | Premios de la Unión de actores y actrices | Mejor actor secundario en una película | Pedro Casablanc                                    | Nominado  |